# Lijst van straten in Paramaribo

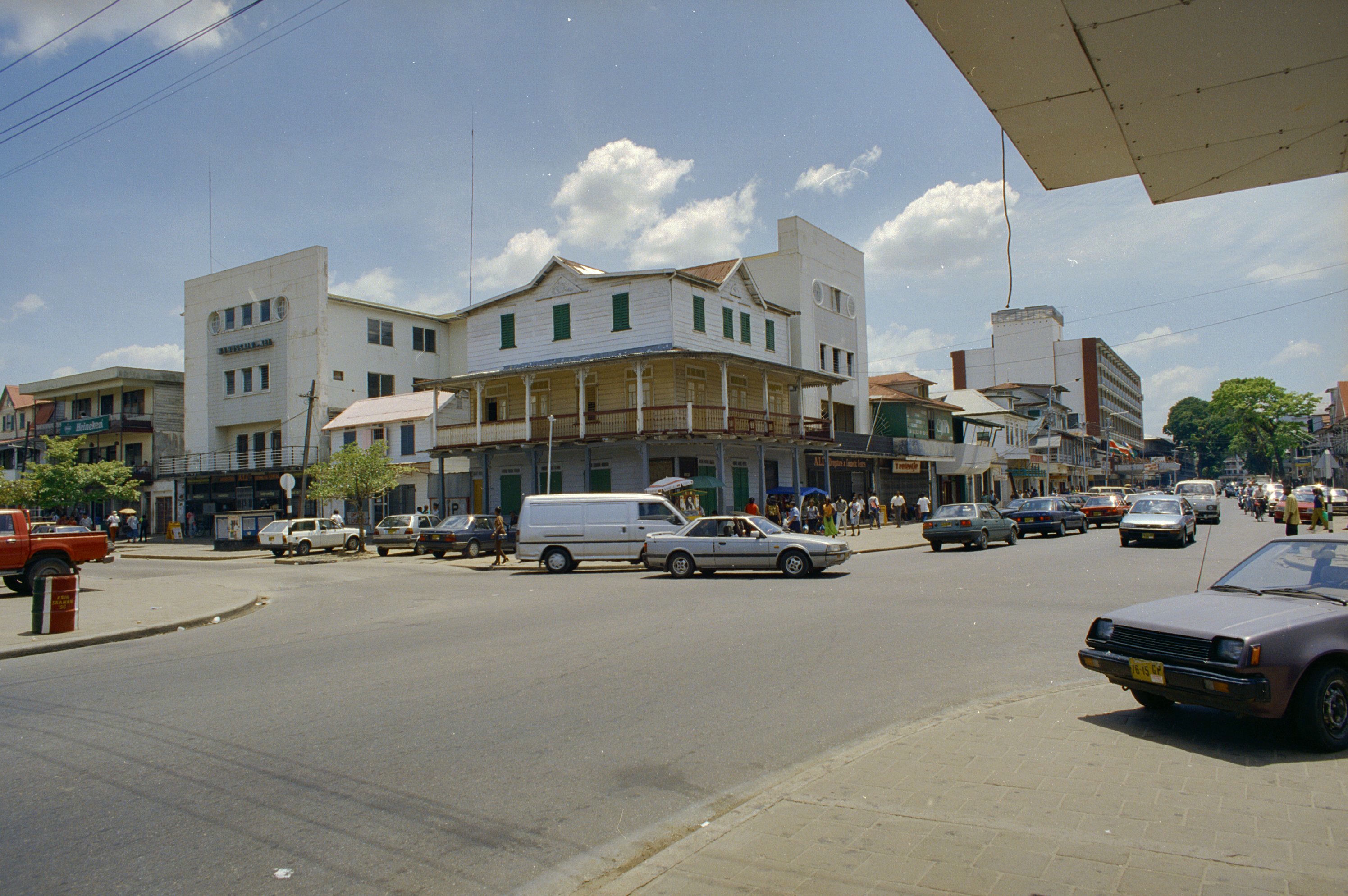
Domineestraat en Jodenbreestraat

Dit is een alfabetische lijst van straten in Paramaribo, de hoofdstad van Suriname. De lijst is beperkt tot straten die een artikel hebben op Wikipedia.
In de afgelopen decennia zijn enkele belangrijke straten hernoemd. In het dagelijkse gebruik worden nog regelmatige de oude straatnamen genoemd, in cursief zijn deze vermeld.

## Straten

### A
- Dr. Ir. H.S. Adhinstraat, vernoemd naar de politicus en wetenschapper Herman Adhin (1933-1992)
- Arabistraat, vernoemd de inheemse hoofdman van de Saramaccaners Arabi (1743-1820)
- Henck Arronstraat, voormalige Gravenstraat -, vernoemd naar de politicus Henck Arron (1936-2000)

### B
- Henri J. Benjaminstraat
- Mr. Eduard J. Brumastraat, voormalige Weidestraat
- Burenstraat

### C
- Grote Combéweg
- Kleine Combéweg
- Commewijnestraat
- Costerstraat
- Abraham Crijnssenweg
- Hofstede Crulllaan

### D
- Frederik Derbystraat, voormalige Rust en Vredestraat
- Domineestraat
- Anton Dragtenweg

### E
- Kromme Elleboogstraat

### F
- Flustraat

### G
- Indira Gandhiweg
- Gemenelandsweg
- Verlengde Gemenelandsweg
- Gongrijpstraat
- Gravenberchstraat

### H
- Heerenstraat
- Heiligenweg
- Prins Hendrikstraat
- Hindilaan
- Grote Hofstraat
- Oude Hofstraat

### I
- Van Idsingastraat
- Jozef Israëlstraat (Paramaribo)

### J
- Jessurunstraat
- Jodenbreestraat
- Cornelis Jongbawstraat
- Julianastraat

### K
- Dr. Samuel Kafiluddistraat
- Kartaramstraat
- Keizerstraat
- Kerkplein
- Grote Kerkstraat
- Korte Kerkstraat
- Klipstenenstraat
- Knuffelsgracht
- Anton de Komstraat, voormalige Pontewerfstraat
- Koninginnestraat
- Kwattaweg

### L
- Jagernath Lachmonstraat, voormalige Coppenamestraat
- Ladesmastraat
- Lalla Rookhweg
- Limesgracht

### M
- Maagdenstraat
- Malebatrumstraat
- Martin Luther Kingweg
- Mr. Dr. J.C. de Mirandastraat, voormalige Oranjestraat

### N
- Dr. J.F. Nassylaan, ooit het westelijk deel van de Wagenwegstraat.
- Neumanpad
- Noorderkerkstraat

### O
- Onafhankelijkheidsplein

### P
- Passiebloemstraat
- Johan Adolf Pengelstraat, voormalige Wanicastraat
- Mr. F.H.R. Lim A Postraat, ooit het oostelijk deel van de Heerenstraat
- Prinsenstraat
- Prinsessestraat

### R
- Dr. Sophie Redmondstraat voormalige Steenbakkersgracht
- Rodekruislaan
- Van Roseveltkade

### S
- Saramaccastraat
- Slangenhoutstraat
- Van Sommelsdijckstraat
- Steenbakkerijstraat
- Swalmbergstraat
- Stoelmanstraat

### T
- Tourtonnelaan

### V
- Letitia Vriesdelaan

### W
- Wagenwegstraat
- Waterkant
- Watermolenstraat
- Kleine Waterstraat
- Mgr. Wulfinghstraat

### Z
- Zeelandiaweg
- Zwartenhovenbrugstraat